# 鄭裕 (進士)
鄭裕（1467年—？年），字有容，四川成都府內江縣人，民籍，治《詩經》，明朝政治人物。

## 生平
四川鄉試第三十九名舉人。弘治十五年（1502年）中式壬戌科三甲第一百七十七名進士。

## 家族
曾祖鄭榮；祖父鄭志和；父鄭玄琮，前母龔氏、石氏。